# Les Cinq Sens (film, 1999)
Pour les articles homonymes, voir Les Cinq Sens (homonymie).
Pour plus de détails, voir Fiche technique et Distribution.
Les Cinq Sens (titre original : The Five Senses) est un film dramatique canadien écrit, réalisé et produit par Jeremy Podeswa, sorti en 1999.

## Synopsis
Les Cinq Sens raconte les histoires inter-reliées de cinq personnes, résidentes du même immeuble, dont les vies sont dominées par l'un ou l'autre des cinq sens.

## Fiche technique
- Titre : Les Cinq Sens
- Titre original : The Five Senses
- Réalisation et scénario : Jeremy Podeswa
- Direction artistique : James Phillips
- Décors : Taavo Soodor
- Costumes : Gersha Phillips
- Photographie : Gregory Middleton
- Montage : Wiebke von Carolsfeld
- Musique : Alexina Louie, Alex Pauk
- Production : Jeremy Podeswa
- Pays d'origine : Canada
- Langue : Anglais, Italien
- Format : Couleurs - 1.85:1 - Dolby Digital
- Genre : Film dramatique
- Durée : 106 minutes
- Date de sortie : 1999

## Distribution
- Mary-Louise Parker (V. Q. : Hélène Mondoux) : Rona
- Gabrielle Rose (V. Q. : Claudine Chatel) : Ruth Seraph
- Molly Parker (V. Q. : Anne Dorval) : Anna Miller
- Daniel MacIvor (V. Q. : Carl Béchard) : Robert
- Philippe Volter : Dr Richard Jacob
- Nadia Litz (en) (V. Q. : Sophie Léger) : Rachel Seraph
- Brendan Fletcher (V. Q. : Martin Watier) : Rupert
- Marco Leonardi : Roberto
- Pascale Bussières (V. Q. : Elle-même) : Gail
- Tara Rosling (V. Q. : Sandrine Chauveau-Sauvé) : Rebecca
- Tracy Wright (V. Q. : Pascale Montpetit) : Alex
- Richard Clarkin : Raymond
- Elize Frances Stolk : Amy Lee Miller
- Clare Coulter : Clare

## Récompenses et distinctions

### Récompenses
- 2000 : Prix Génie du meilleur réalisateur (Jeremy Podeswa)

### Nominations
- 2000 : Prix Génie du meilleur film
- 2000 : Prix Génie de la meilleure actrice (Mary-Louise Parker)